# روز جهانی داده آزاد
روز جهانی داده‌ آزاد (به انگلیسی: International Open Data Day) یا «روز جهانی داده باز» رویدادی سالانه است که آگاهی و استفاده از داده‌های آزاد را ترویج می‌کند. اولین شنبه ماه مارس، روز جهانی داده‌های آزاد نامیده می‌شود.
این رویداد در سطح جهانی معمولاً در ماه فوریه یا مارس برگزار می‌شود. فعالیت‌های معمولی شامل گفتگو، سمینار، نمایش، هکاتون، آموزش یا اعلام انتشار داده‌های آزاد یا سایر نقاط عطف در داده‌های آزاد است. در برخی کشورها همراه با رویدادهای کدگذاری (به انگلیسی: Code Across) رخ می‌دهد.

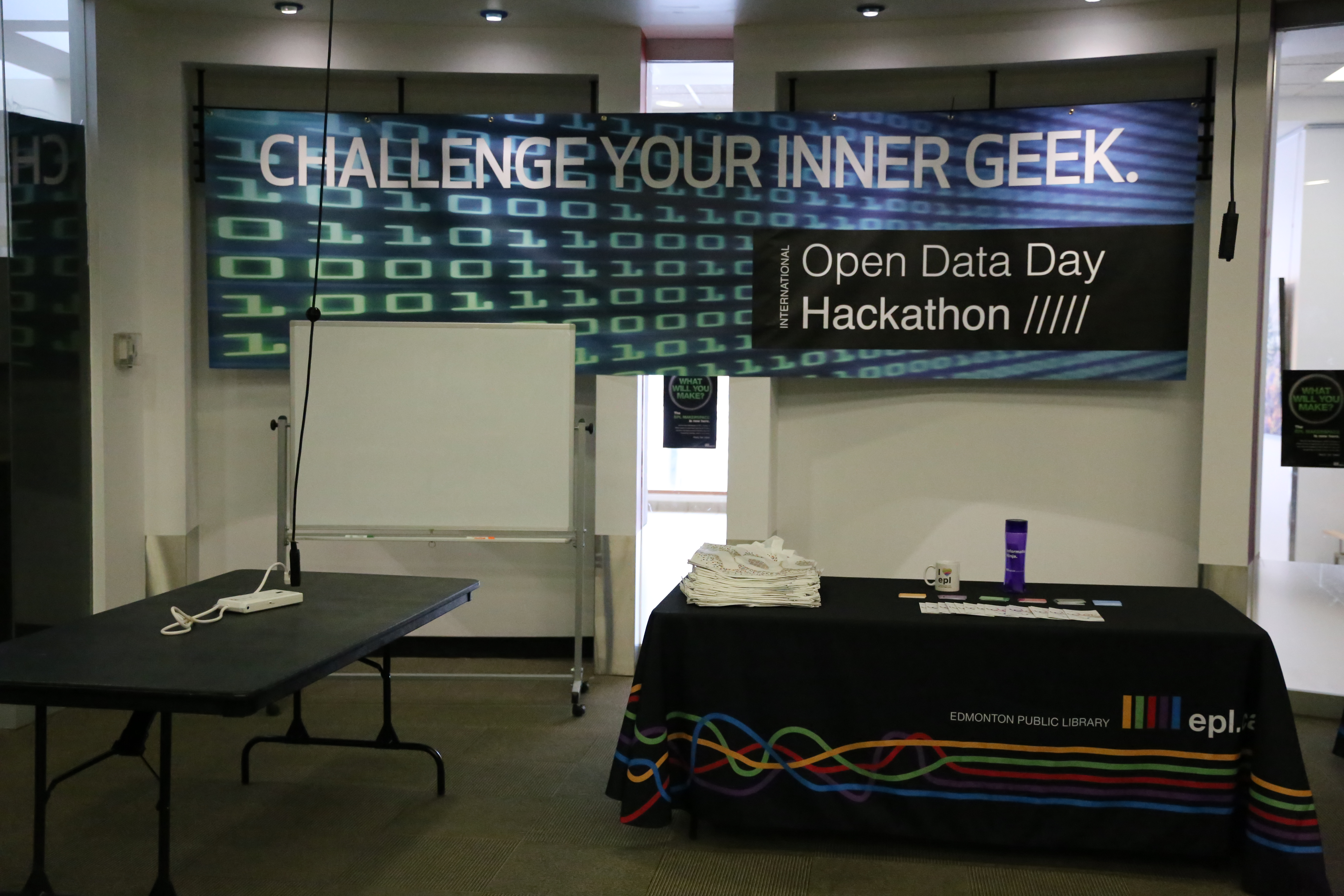
در EPL Makerspace در ادمونتون.

## تاریخچه
روز جهانی داده آزاد برای اولین بار در سال ۲۰۱۰ توسط دیوید ایوز پیشنهاد شد. این ایده پس از گفتگو با ادوارد اوکامپو-گودینگ، مری بت بیکر، دانیل بوچمپ، پدرو مارکون و دانیلا سیلوا انجام شد. امروزه هماهنگی رویداد از طریق لیست پستی گوگل آن انجام می‌شود. تاریخ برگزاری رویداد توسط اعضای گروه با در نظر گرفتن رویدادهای فرهنگی مختلف انتخاب می‌شود. از سال ۲۰۱۵، بنیاد دانش آزاد با همکاری سایر سازمان‌های مردم‌نهاد از دنیای داده‌های آزاد - کمک‌های مالی کوچک را برای حمایت از تسهیل رویدادها در سراسر جهان ارائه کرده‌است.

### روزها
- ۴ دسامبر  ۲۰۱۰ [۴]
- ۳ دسامبر ۲۰۱۱ [۵]
- ۲۳ فوریه ۲۰۱۳ [۶]
- ۲۲ فوریه ۲۰۱۴ [۷]
- ۲۱ فوریه ۲۰۱۵ [۸]
- ۵ مارس ۲۰۱۶ [۹][۱۰][۱۱][۱۲]
- ۴ مارس ۲۰۱۷ [۱۳]
- ۳ مارس ۲۰۱۸ [۱۴]
- ۲ مارس ۲۰۱۹ [۱۵]
- ۷ مارس ۲۰۲۰ [۱۶]
- ۶ مارس ۲۰۲۱ [۱۷]
- ۵ مارس ۲۰۲۲ [۱۸]
- ۴ - ۱۰ مارس ۲۰۲۳[۱۹]
- ۲ تا ۸ مارس ۲۰۲۴[۲۰]
- ۱ تا ۷ مارس ۲۰۲۵[۲۱]

## اطلاعیه‌های قابل توجه
در سال ۲۰۱۶، مگان اسمیت، مدیر ارشد فناوری ایالات متحده، روز داده‌های آزاد را با یک ویدیوی ویژه تأیید کرد. «ما بیش از همه به شما نیاز داریم. اگر شما نبودید، این همه اتفاق نمی‌افتاد. ما به ایده‌ها، تشویق‌کننده‌ها و دوستانی برای انتشار این خبر نیاز داریم.»
لوئیز آپستون وزیر اطلاعات نیوزیلند در سال ۲۰۱۶ گفت: «این روز فرصتی برای مردم در سراسر جهان است تا از اتخاذ سیاست‌های داده باز توسط دولت‌های محلی، منطقه ای و مرکزی حمایت و تشویق کنند.»